# Orto botanico di San Pietroburgo
L'orto botanico di San Pietroburgo è un giardino botanico gestito dall'Istituto botanico Komarov, situato nell'isola Aptekarskij.
Il nome ufficiale è orto botanico dell'Istituto botanico Komarov RAN (in russo Ботанический институт имени В. Л. Комарова РАН?, Botaničeskij sad Botaničeskogo instituta imeni V.L. Komarova RAN) noto anche come orto botanico imperiale (in russo Императорский ботанический сад?, Imperatorskij botaničeskij sad).
Fu fondato da Pietro il Grande per la coltivazione di erbe medicinali, nell'Ottocento assunse l'attuale funzione.